# Treherz
Treherz liegt in der Mitte zwischen Bad Wurzach und Memmingen am südlichen Rand der Holzstöcke und ist ein Ortsteil von Aitrach im baden-württembergischen Landkreis Ravensburg.

## Beschreibung

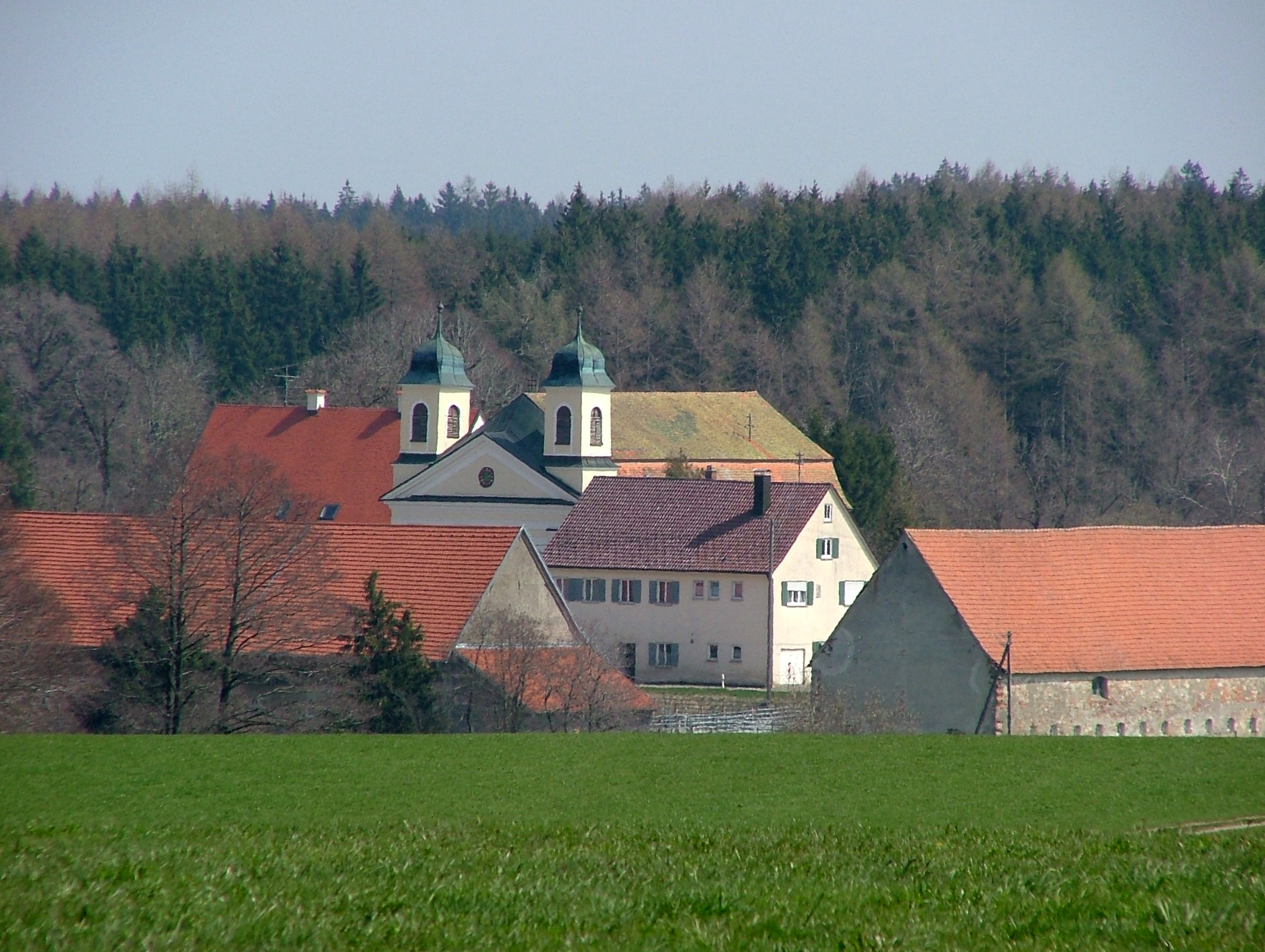
Treherz (2010)

Der Ortsname lässt sich nicht von drei Herzen herleiten. Ursprünglich war es wohl der Besitz eines Mannes, der Dreher hieß. Also Drehers, das schrieb man um 1500 Threerz, seit 1900 schreibt man Treherz.
Mitte des 16. Jahrhunderts kaufte der Truchsess Jakob von Waldburg-Zeil das ehemalige Klostergut und errichtete darauf ein zehntfreies Kameralgut. Das Hauptgebäude bestimmte er als sein Jagdschlösschen. Weil der Weg nach Aitrach oder Hauerz zu weit war, plante man 1798 den Bau einer Pfarrkirche. Zuerst wurden in Treherz die alte Kapelle und die aus dem Jahre 1607 stammende Wallfahrtskapelle St. Johann im Wald abgebrochen und das Material zum Bau einer Pfarrkirche im damals neuen Klassikstil verwendet. 1801 wurde die neue Kirche Johannes der Täufer eingeweiht.

### Gemeindeteil
Kirchlich gehört Treherz der Seelsorgeeinheit Aitrachtal im Dekanat Allgäu-Oberschwaben an. Treherz hat eine Reihe von historischen Gebäuden. Nur wenige Bauten sind modernen Ursprungs, wie zum Beispiel das Dorfgemeinschaftshaus und ein kleines Baugebiet am Katzenbuckel. Der Teilort hat einen 1899 gegründeten Musikverein.

### Veranstaltungen
- Weihnachtsmarkt

### Vereine
- Musikverein Treherz e. V.

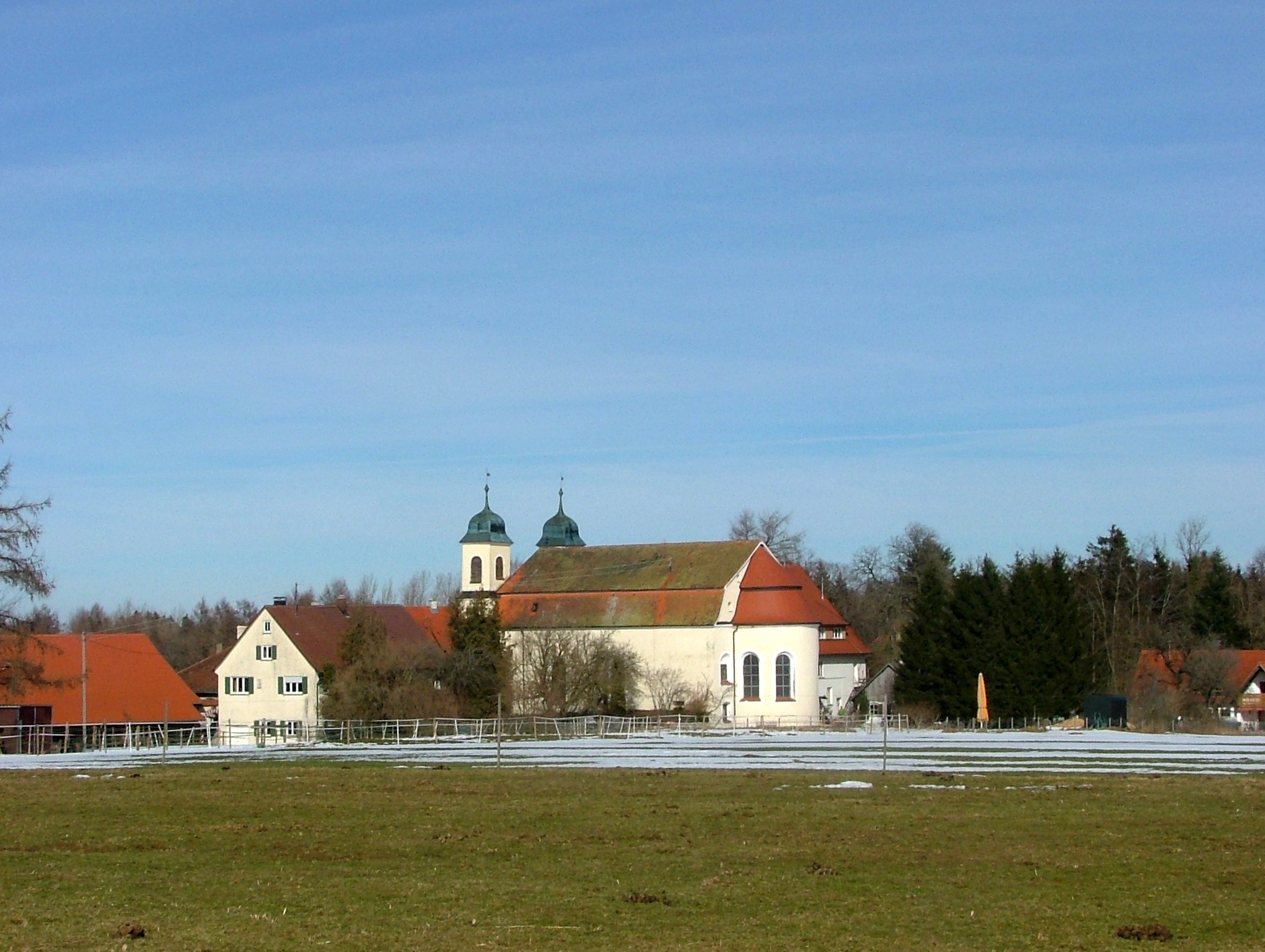
Treherz von Westen
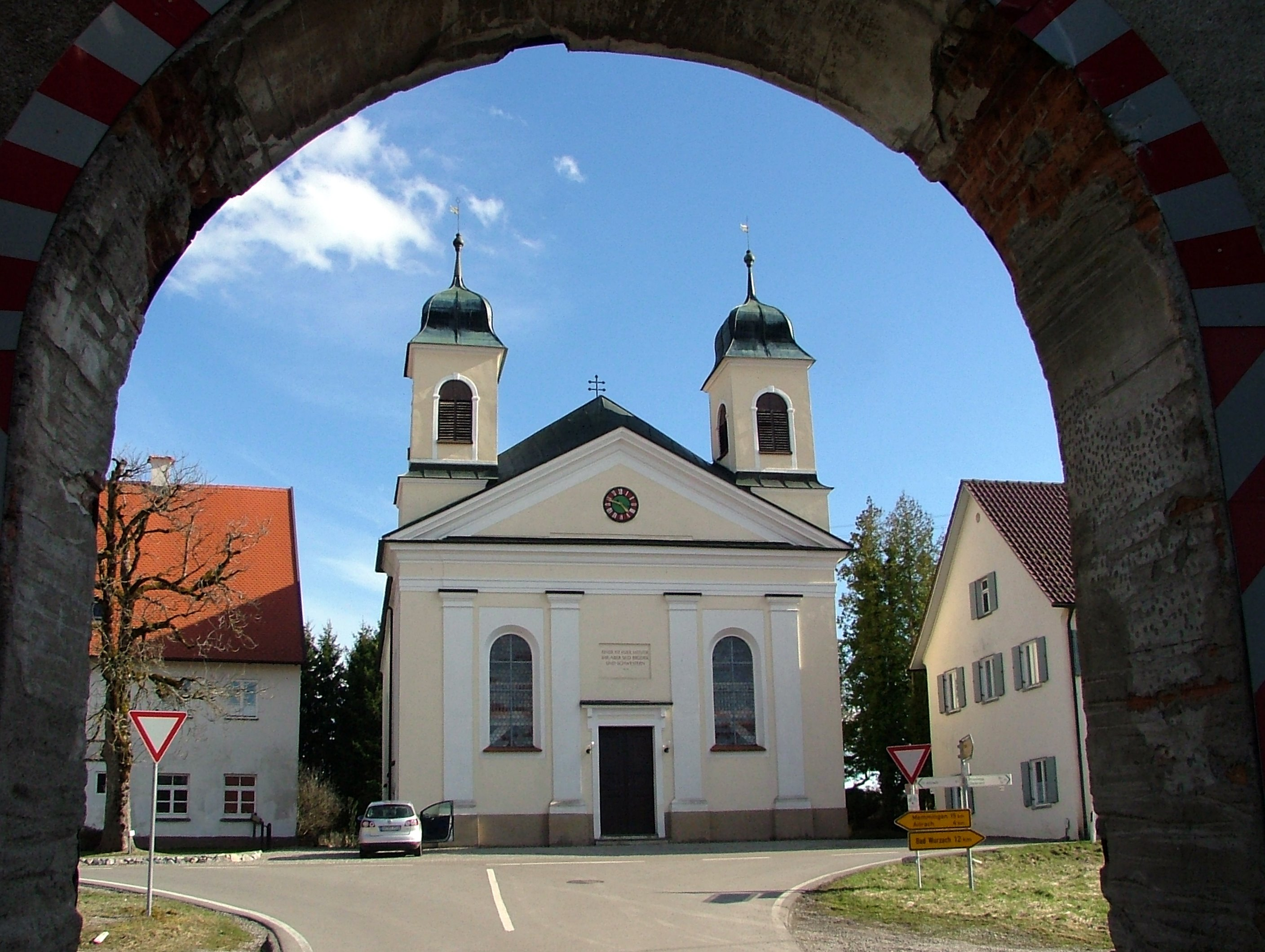
Kirche Johannes der Täufer
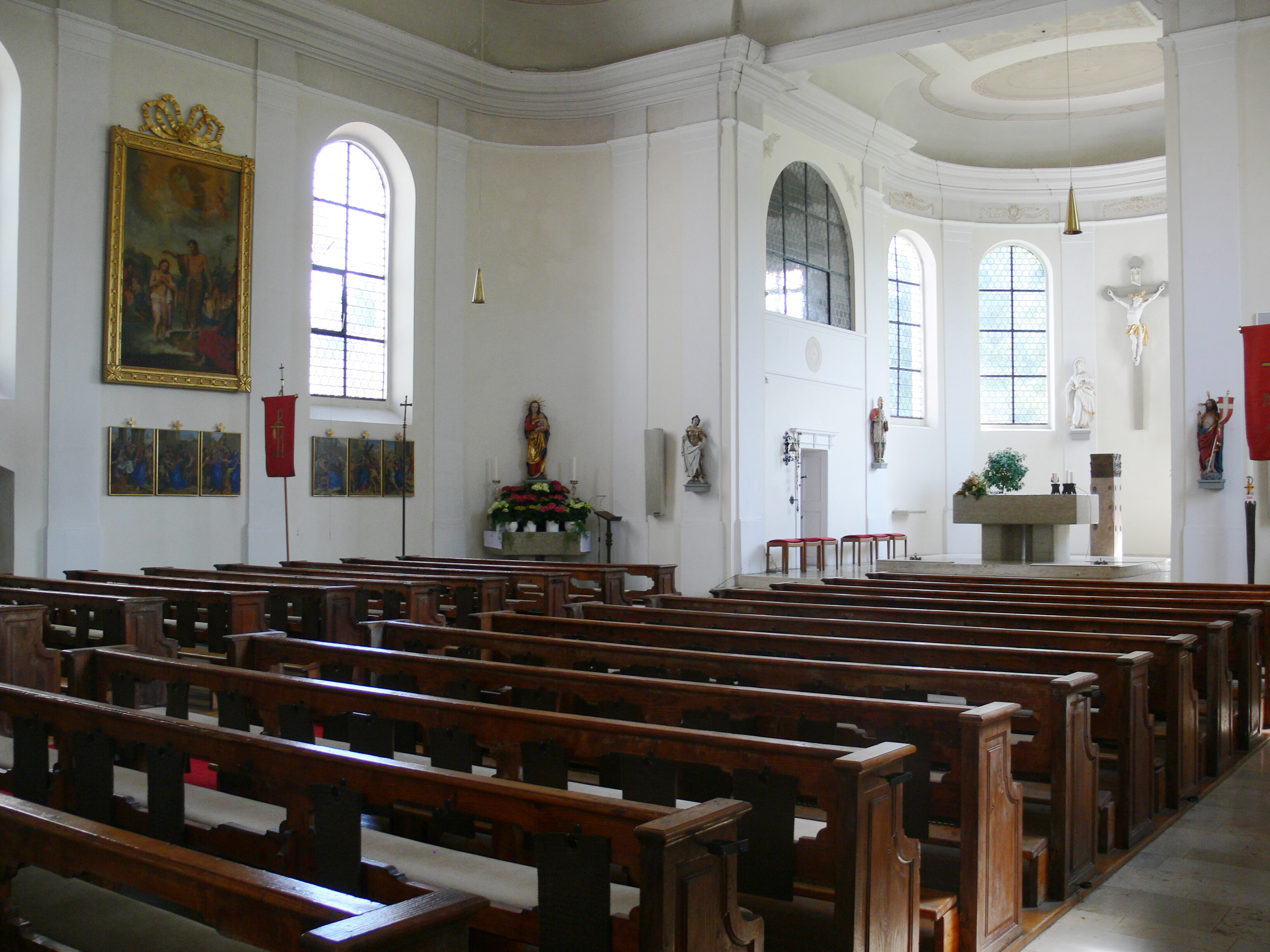
Johannes der Täufer, innen
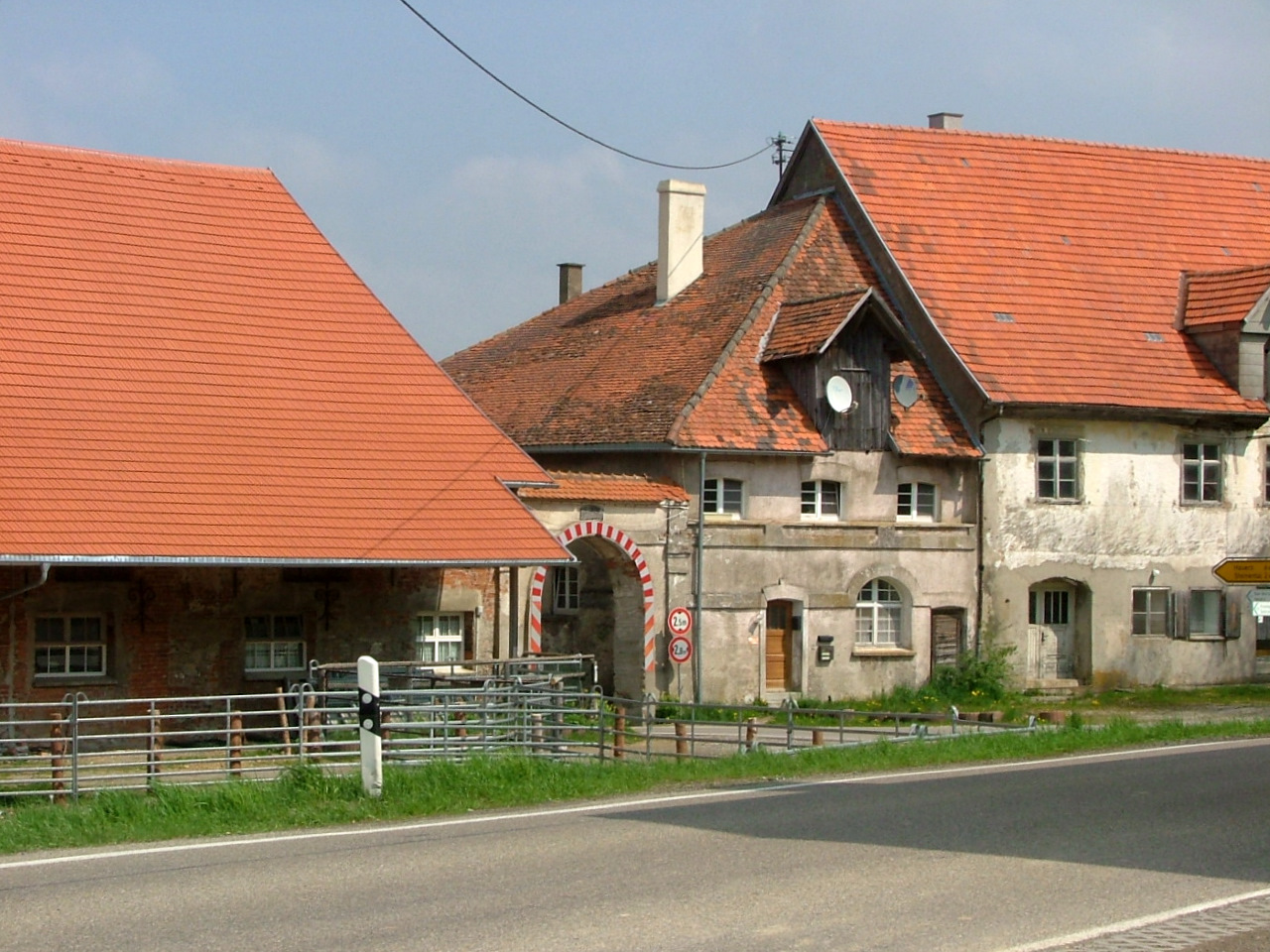
Das Kameralgut
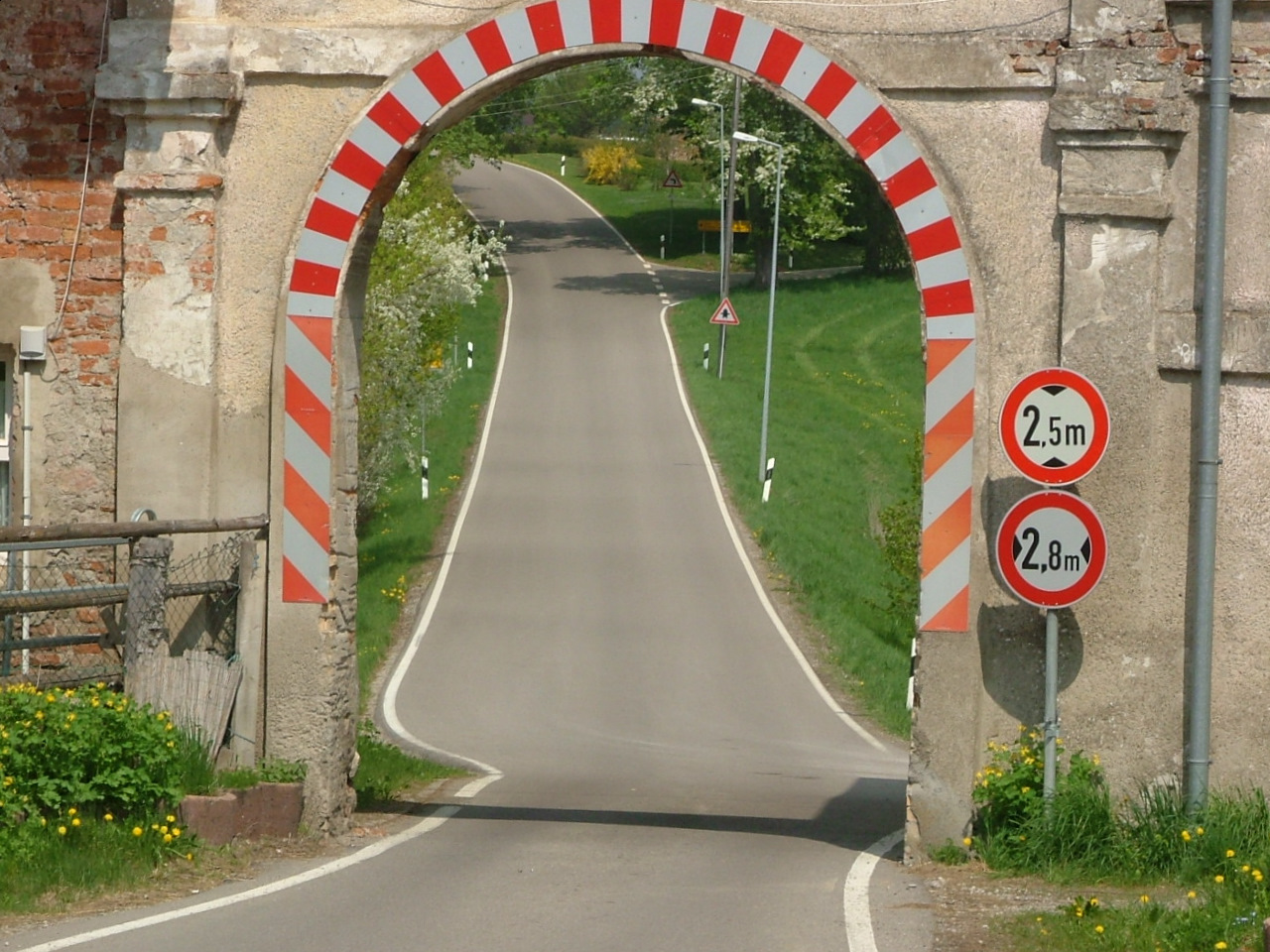
Tor
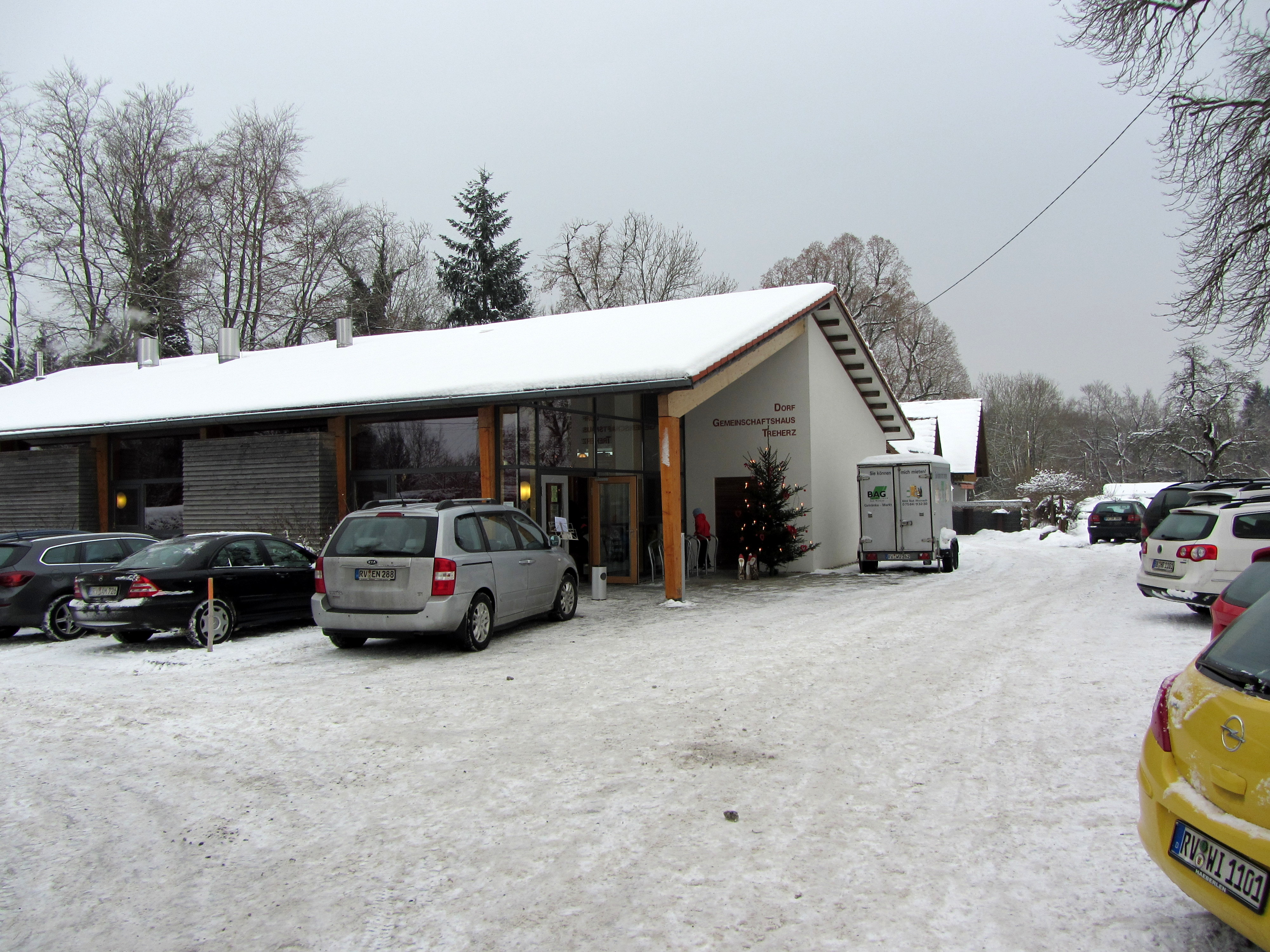
Dorfgemeinschaftshaus Treherz